# 남원중학교 (제주)
남원중학교(南元中學校)는 대한민국 제주특별자치도 서귀포시 남원읍 남원리에 있는 공립 중학교이다.

## 학교 연혁
- 1947년 1월 15일 : 남원중학원 설립인가
- 1948년 9월 28일 : 남원고등공민학교 설립 인가
- 1953년 4월 7일 : 남원중학교 설립인가 (3학급)
- 1953년 4월 30일 : 개교
- 2007년 3월 1일 : 제주특별자치도교육청 지정 제1기 제주형 자율학교
- 2009년 3월 1일 : 제주특별자치도교육청 지정 제2기 제주형 자율학교
- 2011년 2월 9일 : 다목적 강당 계수관 개관
- 2011년 3월 1일 : 제주특별자치도교육청 지정 제3기 제주형자율학교
- 2018년 3월 1일 : 학급 수 변경(10학급)
- 2020년 6월 29일 : 학교공간혁신사업 운영
- 2024년 9월 1일 : 제33대 교장 오경석 선생 취임
- 2025년 1월 8일 : 제72회(연77회) 졸업생(76명)

## 참고 자료
- 남원중학교 - 한국교육학술정보원 학교알리미